# Grobbendonk
Grobbendonk este o comună din regiunea Flandra din Belgia. Comuna este formată din localitățile Grobbendonk și Bouwel. Suprafața totală a comunei este de 28,36 km². La 1 ianuarie 2008 comuna avea 10.815 locuitori. 
Grobbendonk se învecinează cu comunele Zandhoven, Vorselaar, Herentals, Nijlen și Herenthout.
1. ↑  Totale oppervlakte volgens het Kadasterregister, België, gewesten en provincies (în neerlandeză), Algemene Directie Statistiek[*]